# Ibn al-Chaṭīb

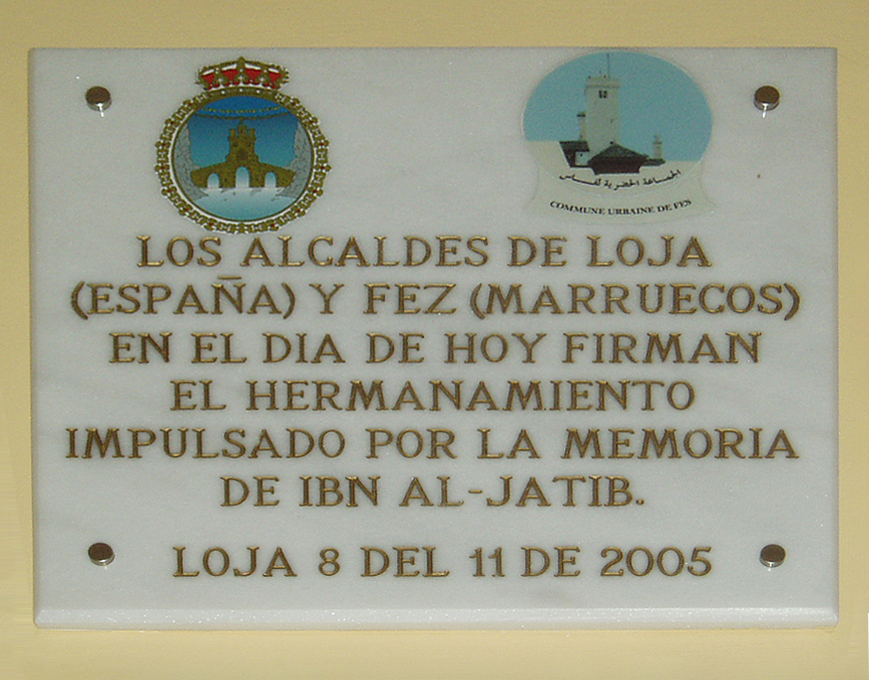
Gedenktafel zur Begründung der Städtepartnerschaft zwischen Loja und Fès in Erinnerung an Ibn al-Chaṭīb

Lisān Al-Dīn Ibn Al-Chaṭīb (arabisch لسان الدين ابن الخطيب; voller Name محمد بن عبد الله بن سعيد بن عبد الله بن سعيد بن علي بن أحمدالسّلماني = Muḥammad ibn ʿAbd Allāh ibn Saʿīd ibn ʿAlī ibn Aḥmad al-Salmānī; geboren 16. November 1313 in Loja; gestorben 1374 in Fès) war ein arabisch-andalusischer Universalgelehrter. Er war ein älterer Zeitgenosse Ibn Chaldūns (1332–1406) und beschäftigte sich im Emirat von Granada mit Naturforschung ebenso wie mit Geschichtsschreibung, Philosophie und Dichtung.

## Leben
Ibn al-Chaṭīb wurde in eine hochangesehene arabisch-stämmige Familie hineingeboren; sein Vater war am Hof des Emirs Ismails I. in Granada tätig. Nach dem Tod seines Vaters und seines älteren Bruders in der Schlacht am Salado (1340) bot ihm Ibn al-Dschayyāb, der Wesir Yusufs I. (gest. 1354) dessen Position an. Als Ibn al-Dschayyāb im Jahr 1349 infolge der damals grassierenden Pestepidemie starb, wurde Ibn al-Chaṭīb sein Nachfolger am Hof Muhammads V. (reg. 1354–1391). Die Jahre 1360 bis 1362 und 1371 bis 1374 verbrachte er allerdings im Exil bei den Meriniden im Maghreb und lebte zunächst in Salé, später dann zeitweise in den Städten Ceuta, Tlemcen und Fès. Im Jahr 1374 wurde er wegen Ketzerei (zandaqa) zum Tod durch Ersticken verurteilt; sein Körper wurde anschließend verbrannt und im Bereich des Bab Mahrouk in Fès beigesetzt. (Ibn Chaldūn gibt eine ausführliche Schilderung der letzten, von Hofintrigen geprägten Lebensjahre seines Freundes.)

## Werk
Sein mehr als 70, allerdings nur bruchstückhaft übersetzte Einzelwerke umfassendes Gesamtwerk besteht aus naturwissenschaftlichen, politischen und historischen Beobachtungen und Kommentaren ebenso wie aus Gedichten etc. Einige seiner in Stuck geritzten Verse schmücken die Wände des Myrtenhofs der Alhambra.